# 斯塔希爾 (特拉華州)
斯塔希爾（英語：Star Hill）是位於美國特拉華州肯特縣的一個非建制地區。該地的面積和人口皆未知。

## 地理
斯塔希爾的座標為39°06′19″N 75°32′26″W / 39.10528°N 75.54056°W，而該地的平均海拔高度為11米（即36英尺）。